# Organització Democràtica Assíria
Organització Democràtica Assíria (ADO), coneguda com a Mtakasta, és una organització política assíria cristiana de Síria, l'Iraq, Turquia i Líban. Es va fundar a Síria el 15 de juliol de 1957 a la ciutat de Qamixli, per lluitar pels drets dels assiris arreu del món.
El 1985 va proposar el primer front unit que es va poder establir el 1986. Va cooperar especialment amb el Moviment Democràtic Assiri (Zowaa) a partir del 1992, al que va donar suport sense demanar res a canvi. Però posteriorment les relacions s'anirien deteriorant.
El 24 d'abril de 1993 Numan Ogur i altres membres de l'organització van visitar a Abdullah Ocalan, cap del Partit dels Treballadors del Kurdistan (PKK), al seu quarter de Síria i van signar un acord pel qual els mitjans del PKK (ràdio, televisió per satèl·lit, premsa) promourien la identitat assíria i obtindrien diversos beneficis en cas de victòria del PKK sobre l'estat turc. A canvi, l'ADO donaria suport al PKK. Però una gran part del partit es va mostrar contrari a aquesta cooperació, especialment considerant els llaços del PKK amb el règim baasista de l'Iraq. El partit va rebutjar l'oferta i una part es va separar i va formar el Partit Revolucionari de Bethnahrin que poc després fou el Partit de la Llibertat de Beth-Nahrain, ala política de l'Organització de la Revolució Patriòtica de Beth-Nahrain.
El 2003 va acollir molts refugiats, va ajudar en projectes socials i va participar en la reconstrucció de pobles assiris destruïts. El 2005 va patrocinar un Front Unit Assiri (Awyutha) format pel mateix grup i pel Partit de la Llibertat de Beth-Nahrin, el Moviment d'Alliberament Assiri i la branca política de l'Aliança Universal Assíria, que no va tenir gaire èxit. Va rebutjar la constitució iraquiana del 2005 perquè considerava que separava assiris i siríacs dels caldeus. La seva activitat posterior s'ha limitat a ajudar a la Societat d'Ajuda Assíria, vinculada al Zowaa. El seu cap és Sleiman Yousef.